# Radhika Vaz
Pour les articles homonymes, voir Radhika et Vaz.
Radhika Vaz, née en 1973 à Bombay, est une humoriste et actrice indienne.

## Biographie

### Vie privée
Radhika Vaz est ouvertement lesbienne.

## Filmographie
Comme actrice
- 2007 : Lesbian Sex and Sexuality (mini-série documentaire) : elle-même
- 2008 : Homeland : la mère
- 2009 : The Triumph of William Henry Harrison : Paoloma Janjeera
- 2010 : Bronx Paradise : Deli Worker
- 2014-2015 : Shugs & Fats (série télévisée) : Fats (2 épisodes)
- 2017 : Going Viral Pvt. Ltd. (série télévisée) : Sudeshna (8 épisodes)

Comme scénariste
- 2014 : Shugs & Fats (série télévisée) (1 épisode)

Comme productrice
- 2014 : Shugs & Fats (série télévisée) (1 épisode)